# Hemerobiella sinuata
Hemerobiella sinuata is een insect uit de familie van de bruine gaasvliegen (Hemerobiidae), die tot de orde netvleugeligen (Neuroptera) behoort. 
Hemerobiella sinuata is voor het eerst wetenschappelijk beschreven door Kimmins in 1940.